# Bidens clavata
Bidens clavata là một loài thực vật có hoa trong họ Cúc. Loài này được R.E.Ballard mô tả khoa học đầu tiên năm 1988.